# Camponotus albistramineus
Camponotus albistramineus är en myrart som beskrevs av Wheeler 1936. Camponotus albistramineus ingår i släktet hästmyror, och familjen myror. Inga underarter finns listade.